# Торо (Італія)
Торо (італ. Toro) — муніципалітет в Італії, у регіоні Молізе, провінція Кампобассо.
Торо розташоване на відстані близько 195 км на схід від Рима, 9 км на схід від Кампобассо.
Населення — 1397 осіб (2014).
Щорічний фестиваль відбувається 26 серпня. Покровитель — San Mercurio.

## Демографія
Населення за роками:

Станом на 1 січня 2023 року в муніципалітеті офіційно проживало 38 іноземців з 11 країн, серед них 9 громадян країн Євросоюзу та 1 громадянин України.

## Сусідні муніципалітети
- Камподіп'єтра
- Єльсі
- Моначильйоні
- П'єтракателла
- Сан-Джованні-ін-Гальдо